# Georgi Michailowitsch Berijew

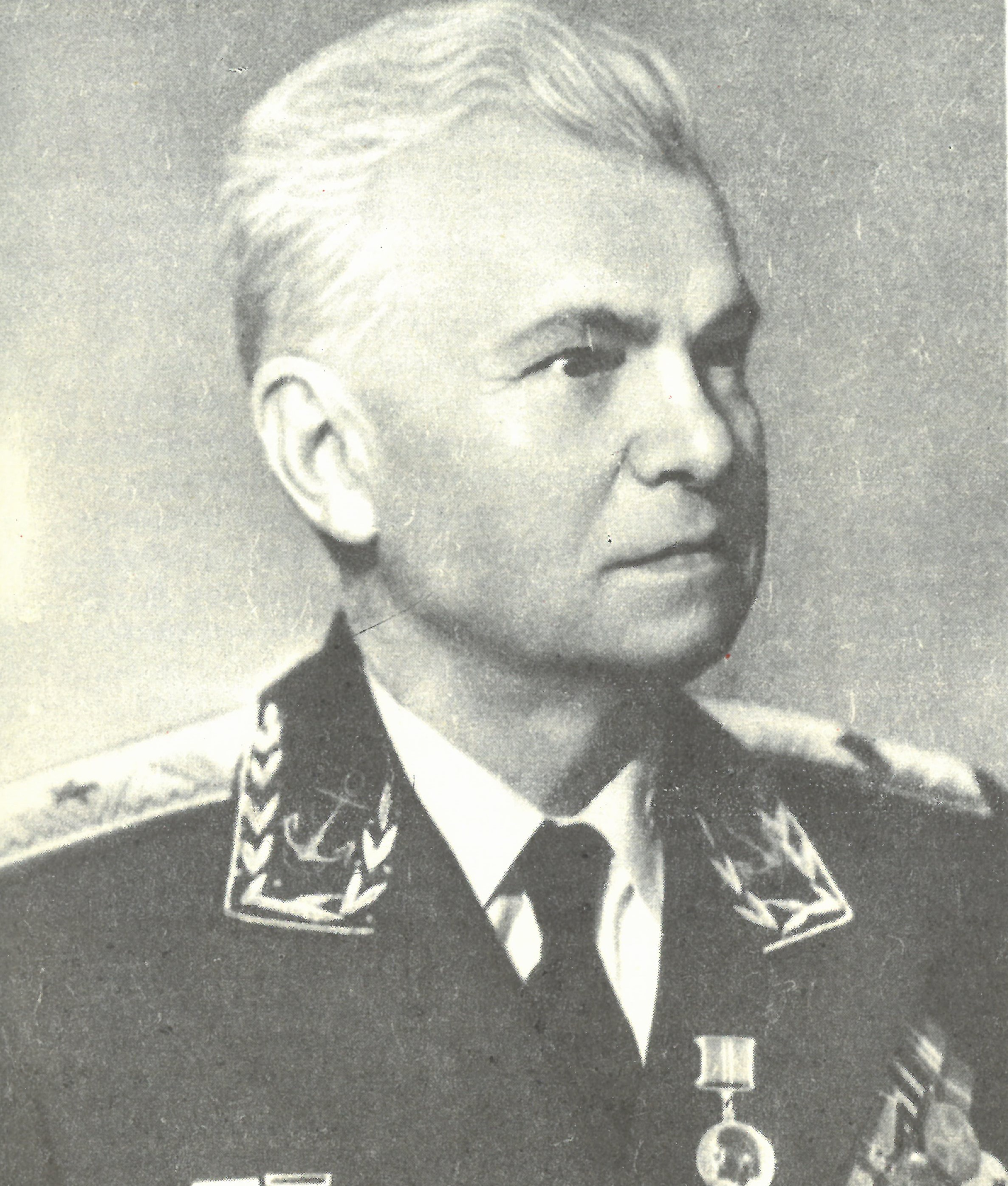
Georgi Michailowitsch Berijew

Georgi Michailowitsch Berijew (eigentlich Beriaschwili / Бериашвили) (russisch Георгий Михайлович Бериев, wiss. Transliteration Georgij Michajlovič Beriev; georgisch: გიორგი მხეილის ძე ბერიაშვილი, Giorgi Mikheilis Dze Beriashvili; * 31. Januarjul. / 13. Februar 1903greg. in Tiflis; † 12. Juli 1979 in Moskau) war ein sowjetischer Flugzeug-Konstrukteur von georgischer Abstammung. Er wurde hauptsächlich durch seine Amphibienflugzeuge bekannt.

## Biographie
Über die frühen Jahre von Georgi Michailowitsch Berijew, der aufgrund seiner georgischen Herkunft eigentlich Beriaschwili hieß, ist nicht sehr viel bekannt. Nachdem er 1923 die Eisenbahnerschule in Tiflis absolviert hatte, ging Berijew auf das Polytechnische Institut Leningrad (heute: Staatliche Polytechnische Universität Sankt Petersburg). Dort studierte er an der Fakultät für Schiffbau in der Flugzeugabteilung.
Das Institut verließ er 1930 als Ingenieur. Zunächst arbeitete er als Konstrukteurs-Gehilfe in einem Entwicklungsbüro mit dem französischen Erfinder Paul Aimé Richard zusammen, bis dieser nach seiner letzten Zeit in der Sowjetunion 1928–1930 das Land verließ, bevor er Ende 1930 stellvertretender Chefkonstrukteur des Zentralen Konstruktionsbüros „W.R. Menschinski“ wurde. Hier entwickelte er das Flugboot Berijew MBR-2.
Er leitete von Oktober 1934 bis 1968 das Zentrale Entwicklungsbüro für Marineflugzeuge in Taganrog, später Experimental-Konstruktionsbüro (OKB), das seit Dezember 1989 seinen Namen trägt. Unter seiner Leitung entstanden dort eine Reihe außerordentlich erfolgreicher Flugzeugentwürfe, die zum Teil sogar einzigartig waren.
Berijew erhielt 1947 für die Entwicklung der Berijew Be-6 und 1968 für die Entwicklung der Berijew Be-12 den Sowjetischen Staatspreis (im Jahre 1947 erhielt er diesen noch unter dem Namen „Stalinpreis“). Er wurde auch zweimal mit dem Leninorden ausgezeichnet.
Nach seinem Ausscheiden aus dem Arbeitsleben als Flugzeugkonstrukteur verbrachte er den Lebensabend mit wissenschaftlichen Studien in Moskau, wo er im Jahre 1979 im Alter von 76 Jahren verstarb.

## Bekannte Flugzeuge
Hier eine Auflistung der unter der Leitung von Georgi Michailowitsch Beriijew konstruierten und gebauten Flugzeuge:
- Berijew MP-1
- Berijew MBR-2
- Berijew MBR-7
- Berijew MDR-5
- Berijew R-1
- Berijew Be-1
- Berijew Be-2/KOR-1
- Berijew Be-4/KOR-2
- Berijew LL-143
- Berijew Be-6
- Berijew Be-8
- Berijew Be-10
- Berijew Be-12
- Berijew Be-30
- Berijew Be-32